# 藥師灌頂真言

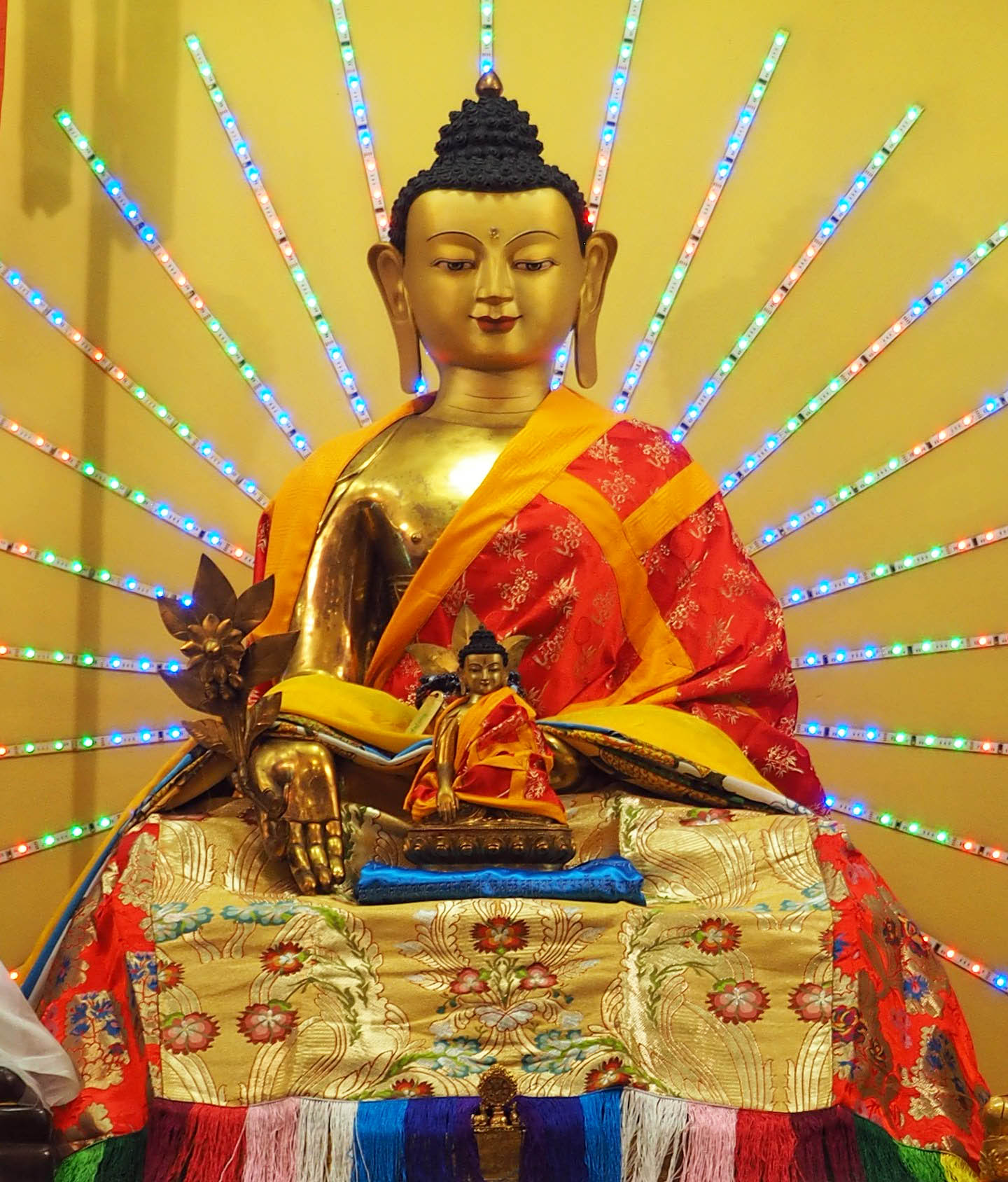
主尊藥師佛

藥師灌頂真言，俗稱藥師咒，是藥師佛的根本真言（陀罗尼），是佛教界普遍誦念的知名咒語。

## 出處
藥師咒出自於《藥師琉璃光七佛本願功德經》（大唐三藏法師義淨於佛光內寺譯本）：
「復次，曼殊室利！彼藥師琉璃光如來得菩提時，由本願力觀諸有情遇眾病苦，瘦瘧、乾消、黃熱等病，或被厭魅、蠱道所中，或復短命，或時橫死，欲令是等病苦消除，所求願滿。時彼世尊入三摩地，名曰滅除一切眾生苦惱，既入定已，於肉髻中出大光明，光中演說大陀羅尼呪曰：
『南謨薄伽伐帝　鞞殺社寠嚕　薜琉璃鉢喇婆　曷囉闍也　呾他揭多也　阿囉𠿒帝　三藐三勃陀也呾姪他唵　鞞殺逝鞞殺逝　鞞殺社三沒揭帝 莎訶』」——《藥師琉璃光七佛本願功德經》
藏傳佛教中也有對應的藏文譯本。

## 咒文

### 小咒
咒文有全咒及心咒兩個版本。在日本流傳的有大咒、中咒、小咒三個版本：當中的大咒即詳版，中咒即簡版。而小咒的咒文是：
|  | 唵 呼嚧呼嚧 戰馱利 摩撜祇 莎訶（オン コロコロ センダリ マトウギ ソワカ） |

日本學者佐藤任認為在其他地方的傳承均沒有「小咒」，其實可能是在日本把《無能勝明王真言》錯當成為药师真言的「小咒」。
然而佐藤任的觀點卻是因為未能閱讀足夠的文獻而有所疏漏的。在唐代阿地瞿多翻譯的《陀羅尼集經》卷二⟨藥師琉璃光佛印呪第二十五⟩便收有此小咒。而唐代金剛智翻譯的《藥師如來觀行儀軌法》同樣也記載了這個小咒。

### 全咒
药师灌顶真言（全咒）：
|  | 南無薄伽伐帝。鞞殺社。窶嚕薜琉璃。 鉢喇婆。喝囉闍也。 怛他揭多也。阿囉喝帝。三藐三勃陀耶。怛姪他。 唵。鞞殺逝。鞞殺逝。鞞薩社。三沒揭帝。莎訶。（藥師琉璃光七佛本願功德經） （现代汉语拼音） （梵語） - 南無世尊 藥-師 琉璃 光 王 如來 應供 正等正覺 即說咒曰： 唵 藥 藥 藥效-升起 娑婆訶（圓滿）。（梵語原義） - 南摩巴嘎哇帝 白沙佳 古魯 外度利亞 缽拉巴拉佳亞 大塔嘎大亞 阿爾哈帝 三藐三布達亞 大地亞塔 唵 白沙界 白沙界 白沙佳沙母嘎帝 娑哇 哈（現代漢語音譯） |

### 心咒
|  | 怛侄他。唵，鞞殺逝，鞞殺逝，鞞殺社，三沒揭帝，娑婆訶。 tadyathā, oṃ bhaiṣajye bhaiṣajye bhaiṣajya samudgate svāhā 即說咒曰：嗡 藥在 藥在 藥 發生效力 圓滿成就 |

藏文版本的簡版「藥師心咒」自「tadyathā」開始至「svāhā」結束，但音與梵文有別，漢譯作「喋雅他  嗡  貝勘則  貝勘則  瑪哈貝勘則  喇雜薩目  嘎喋  梭哈」。其中的「瑪哈貝勘則，喇雜，薩目嘎喋」即将「bhaiṣajya-samudgate」換作「mahābhaiṣajye-raja-samudgate」，漢文讀作「摩訶鞞殺逝，囉闍，三沒揭帝」。
|  | ཏདྱ་ཐཱ། ཨོཾ་བྷཻ་ཥ་ཛྱེ་བྷཻ་ཥ་ཛྱེ་མ་ཧཱ་བྷཻ་ཥ་ཛྱེ་རཱ་ཛ་ས་མུདྒ་ཏེ་སྭཱ་ཧཱ། Teyatʰa: oṃ bekʰandze bekʰandze maha bekʰandze radza samudgate soha. |

## 參看
- 《藥師琉璃光如來本願功德經》
- 《彌陀灌頂真言》